# Envinagrat

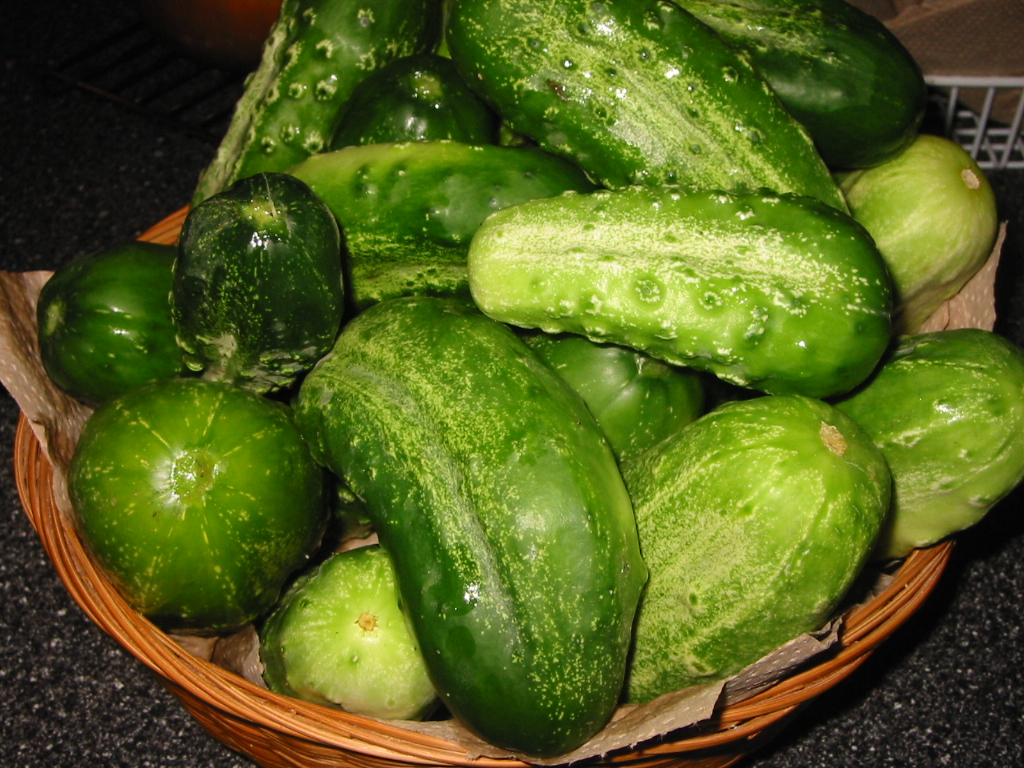
Cogombrets collits per a preparar-los envinagrats.

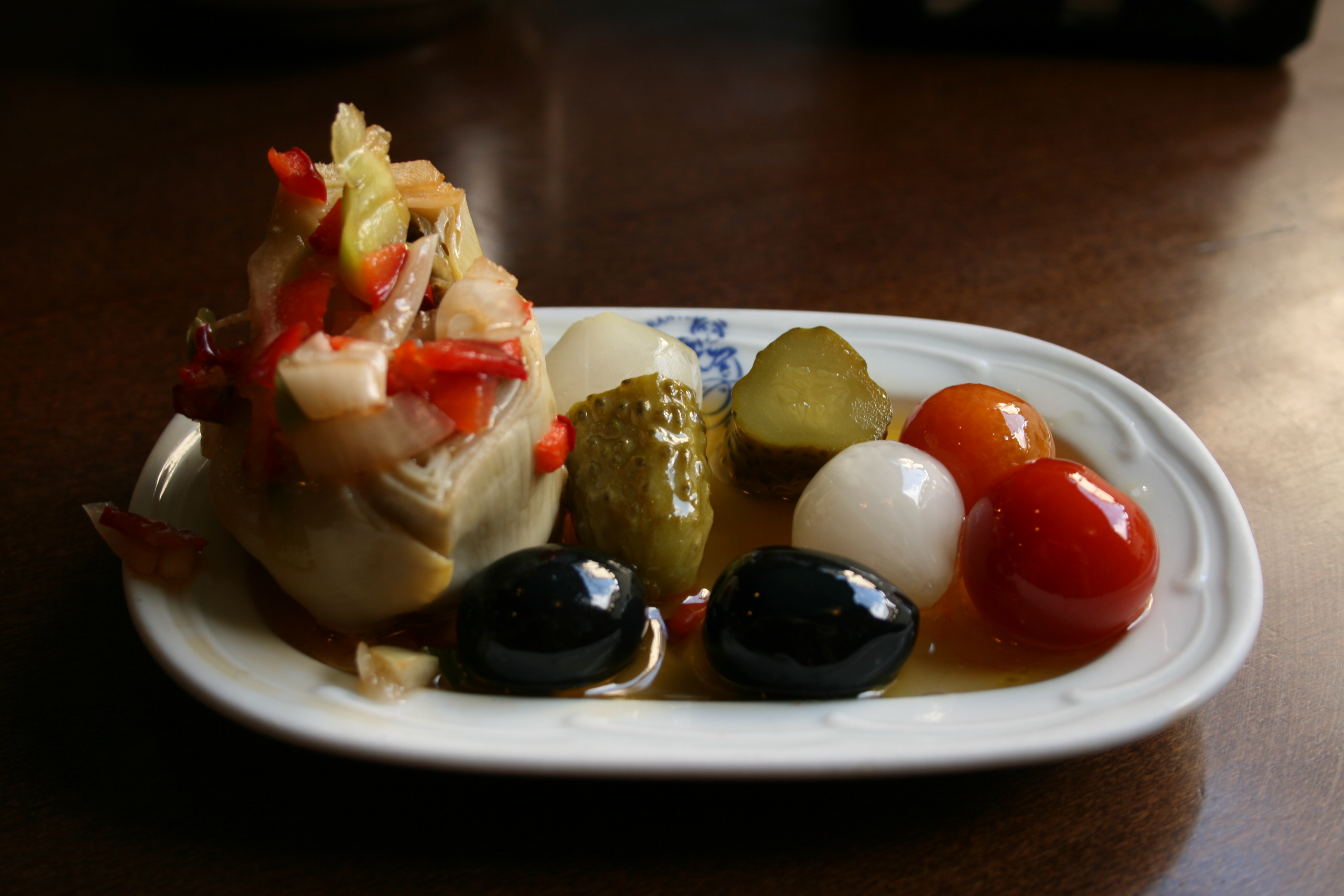
Envinagrats diversos

Envinagrat o confitat en vinagre és el procediment de conserva i adobament d'aliments marinats, és a dir submergits, en una solució de sal comuna i que fermenten espontàniament o amb l'ajut d'un microorganisme com pot ser Lactobacillus plantarum, que s'encarrega d'acidificar el medi, baixar el pH, cosa que perllonga el període de conservació de l'aliment. La característica que permet la conservació és el medi àcid del vinagre el qual té un pH menor que 4,6 i és suficient per matar la major part dels bacteris. L'envinagrat permet conservar els aliments durant mesos. S'acostuma a afegir a aquest tipus de marinada herbes aromàtiques i substàncies antimicrobianes, com són la mostassa, all, canyella o clau d'espècia. També s'anomena 'envinagrat', en sentit estricte, al procés de sotmetre a l'acció del vinagre els aliments vegetals.

## Procediment

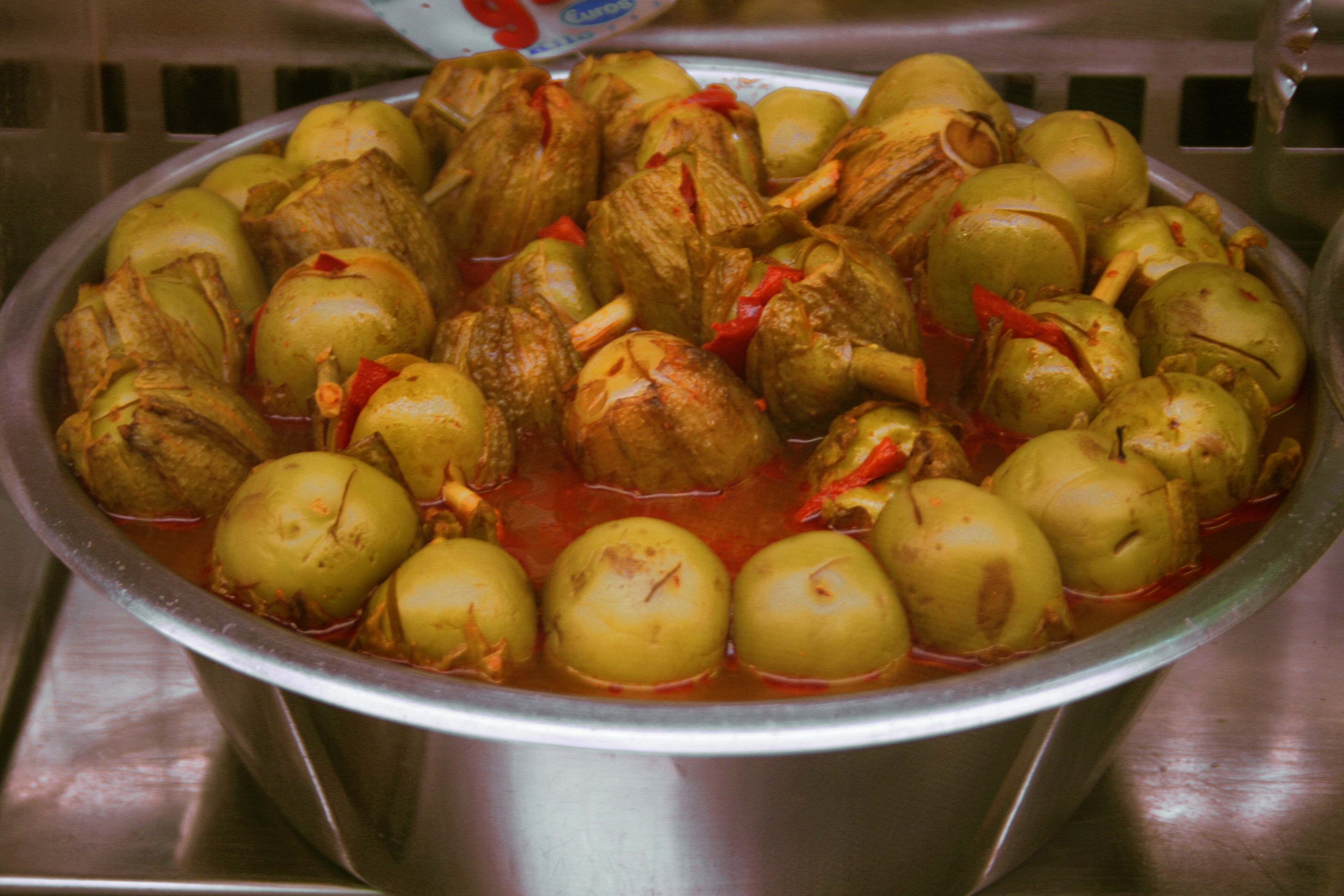
Albergínies d'Almagro

Si l'aliment que es vol envinagrar té prou humitat, es pot fer un envinagrat en salmorra afegint la quantitat suficient de sal. Per exemple, el sauerkraut i el kimchi coreà, tots dos es fan afegint-hi sal que deshidrata parcialment el producte. El procés de fermentació natural a temperatura ambient requereix l'acció de bacteris de l'àcid làctic i un medi àcid. Altres envinagrats es fan per immersió directa de l'aliment en vinagre. El gust dels aliments envinagrats depèn en part de la dominància d'uns microorganismes enfront dels altres.
La tècnica d'envinagrat es fa servir habitualment per a preparar verdures, cuites o crues cogombrets, cebes, pastanaga, naps, gingebre, col i pebrots. En alguns casos s'hi afegeix sucre i altres condiments. També es poden conservar fruites.
L'escabetx és un tipus d'envinagrat.

### En la cuina
En la gastronomia xinesa els envinagrats més habituals són amb els raves, baicai. En la gastronomia japonesa els envinagrats reben el nom de tsukemono i són molt variats per exemple amb el rave daicon, ume naps. En la gastronomia coreana el més conegut és el kimchi que és un envinagrat de col xinesa i altres verdures. A l'Índia i Paquistan els envinagrats més freqüents són amb mango, pebrot verd, llimones i molts altres aliments incloent-hi l'arrel de lotus
A Europa els envinagrats són típics, entre molts altres països, de Turquia que inclouen l'elaboració amb el meló armeni i ametlles verdes. A Espanya s'envinagren sovint les olives, tàperes, alls, coliflors, etc. A Rússia i Romania s'envinagren també bolets. Al nord d'Europa són típics els arengs envinagrats i salats. Al Regne Unit cebes i ous envinagrats es venen als pubs. A Itàlia el plat anomenat giardiniera es fa amb envinagrats de cebes, pastanagues, api i coliflor.